# Drexel (Ohio)
Drexel és una concentració de població designada pel cens dels Estats Units a l'estat d'Ohio. Segons el cens del 2000 tenia 2.057 habitants.

## Demografia
Segons el cens del 2000, Drexel tenia 2.057 habitants, 773 habitatges, i 535 famílies. La densitat de població era de 364,3 habitants per km².
Dels 773 habitatges en un 35,3% hi vivien nens de menys de 18 anys, en un 36,2% hi vivien parelles casades, en un 26,1% dones solteres, i en un 30,7% no eren unitats familiars. En el 25,1% dels habitatges hi vivien persones soles el 10,2% de les quals corresponia a persones de 65 anys o més que vivien soles. El nombre mitjà de persones vivint en cada habitatge era de 2,62 i el nombre mitjà de persones que vivien en cada família era de 3,11.
Per edats la població es repartia de la següent manera: un 31,4% tenia menys de 18 anys, un 9,8% entre 18 i 24, un 26,3% entre 25 i 44, un 21,7% de 45 a 60 i un 10,7% 65 anys o més.
L'edat mediana era de 32 anys. Per cada 100 dones de 18 o més anys hi havia 84,7 homes.
La renda mediana per habitatge era de 20.785 $ i la renda mediana per família de 21.061 $. Els homes tenien una renda mediana de 28.804 $ mentre que les dones 20.952 $. La renda per capita de la població era de 10.257 $. Aproximadament el 33,5% de les famílies i el 31,5% de la població estaven per davall del llindar de pobresa.

## Poblacions més properes
El següent diagrama mostra les poblacions més properes.